# GSC7132-1484
GSC7132-1484 — хімічно пекулярна зоря спектрального класу Si, що має видиму зоряну величину в смузі V приблизно 10,4.